# روح‌الله شاه‌آبادی
روح‌الله شاه‌آبادی (درگذشته ۶ شهریور ۱۳۹۶) روحانی مجتهد و از استادان حوزه علمیه قم بود. وی از فرزندان  محمدعلی شاه‌آبادی بود؛ و نصرالله شاه‌آبادی (نماینده سابق خبرگان در گذشته در اسفند ۱۳۹۶) از برادران وی بود.
شاه‌آبادی در حوزه‌های علمیه تهران، قم و نجف در حضور علمایی چون سید حسین طباطبایی بروجردی، سیداحمد خوانساری، سید محمدتقی خوانساری، سید محمدحسین طباطبایی، سید ابوالقاسم خویی ، سیدمحمد حجت کوه کمری ومحمدعلی اراکی شاگردی کرده بود و حدود ۲۰ سال نیز نزد سید روح‌الله خمینی کسب علم کرده بود. شاه آبادی در جریان نهضت اسلامی همواره همراه خمینی بود و پیشینه مبارزات وی به قبل از سال ۴۲ منتهی می‌شد. وی پس از اخراج از عراق توسط حزب بعث و بازگشت به ایران در قم مستقر شد و به تربیت طلاب در حوزه علمیه قم همت گمارد.
وی به تاریخ ۶ شهریور ۱۳۹۶ درگذشت. سید علی خامنه‌ای رهبر ایران طی پیامی درگذشت وی را تسلیت گفت.